# Domaine d'Inuyama

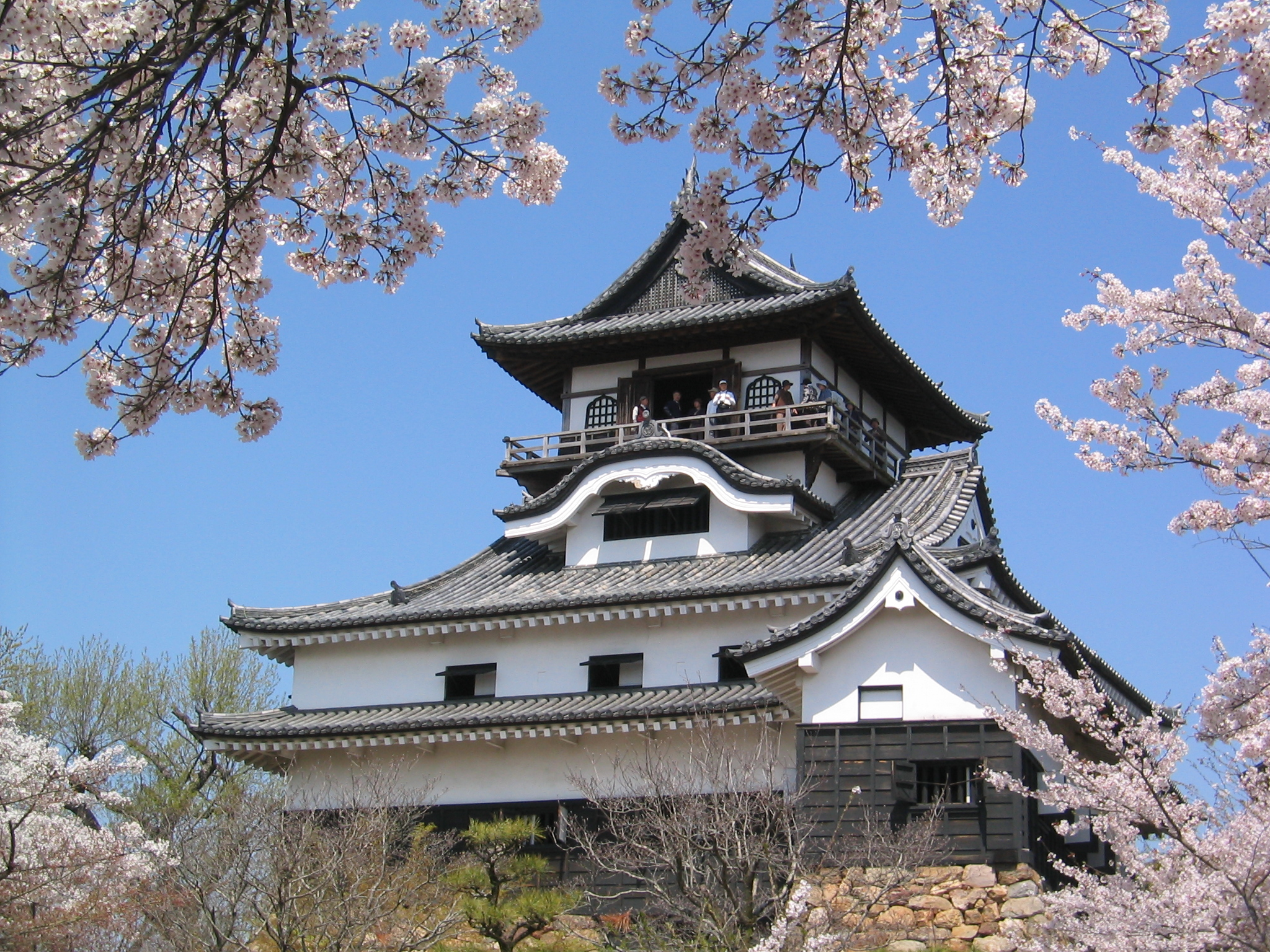
Château d'Inuyama.

Le domaine d'Inuyama (犬山藩, Inuyama-han) est un  domaine féodal de la période Edo, situé dans la province d'Owari. Il ne fut pas officiellement reconnu comme domaine par le shogunat Tokugawa lorsque furent établis les principaux domaines mais il le fut finalement en 1868. Le domaine était dirigé à partir du château d'Inuyama qui se trouve dans la ville actuelle d'Inuyama, préfecture d'Aichi.

## Histoire
Originellement une dépendance du domaine d'Owari dirigé par la branche Owari du clan Tokugawa, le domaine d'Inuyama obtint son indépendance lorsqu'il fut reconnu en tant que tel en 1868. Mais juste trois ans après avoir été officiellement reconnu, le système des han fut aboli et le domaine est devenu préfecture d'Inuyama. Trois mois plus tard, le domine fut intégré dans la préfecture de Nagoya qui est finalement devenue l'actuelle préfecture d'Aichi.

## Daimyo
Trois familles contrôlèrent le domaine, à savoir les Ogasawara, Hiraiwa, et Naruse.
Clan Ogasawara
1. Ogasawara Yoshitsugu

Clan Hiraiwa
1. Hiraiwa Chikayoshi

Clan Naruse
1. Naruse Masanari
2. Naruse Masatora
3. Naruse Masachika
4. Naruse Masayuki
5. Naruse Masamoto
6. Naruse Masanori
7. Naruse Masanaga
8. Naruse Masazumi
9. Naruse Masamitsu

## Source de la traduction
- (en) Cet article est partiellement ou en totalité issu de l’article de Wikipédia en anglais intitulé « Inuyama Domain » (voir la liste des auteurs).